# Bitoma neglecta
Bitoma neglecta es una especie de coleóptero de la familia Zopheridae.

## Distribución geográfica
Habita en Arizona (Estados Unidos).